# Alexander Sørloth
Alexander Sørloth (Trondheim, 5 december 1995) is een Noors voetballer die doorgaans als aanvaller speelt. Hij verruilde Villarreal in de zomer van 2024 voor Atlético Madrid. Sørloth debuteerde in 2016 als international in het Noors voetbalelftal. Hij is een zoon van voormalig Noors international Gøran Sørloth.

## Clubcarrière

### Rosenborg BK
Sørloth speelde bij Strindheim IL voordat hij bij Rosenborg BK terechtkwam. Sørloth maakte op 11 juli 2013 zijn debuut voor Rosenborg in de kwalificatiewedstrijd van de Europa League tegen Crusaders. Hij kwam na 60 minuten het veld in en maakte twaalf minuten later de zesde goal in een 7-2 overwinning. Zijn competitiedebuut volgde op 20 juli 2014 tegen Sogndal, toen hij na 60 minuten binnen de lijnen kwam.
Sørloth werd gedurende het seizoen 2015 verhuurd aan FK Bodø/Glimt. Hij werd snel een vaste waarde in het team. Op 9 augustus scoorde hij tegen IK Start liefst vier goals in een 5-1 overwinning. Hij maakte uiteindelijk dertien doelpunten en vijf assists in 26 optredens. In zijn laatste wedstrijd voor Bodø/Glimt scoorde hij zijn tweede hattrick van het seizoen tegen Stabæk.

### FC Groningen
Na de verhuurperiode sloot Sørloth bij de selectie van FC Groningen aan. Voor de afkoop van zijn doorlopende contract bij Rosenborg BK betaalde FC Groningen 550.000 euro. Bij zijn debuut voor FC Groningen, op 17 januari tegen FC Utrecht, wist hij gelijk te scoren. Dertien dagen later scoorde hij ook tegen PEC Zwolle. Hij wist echter nooit door te breken bij de Trots van het Noorden. In zijn eerste seizoen werd de Noor voornamelijk ingezet als invaller en mocht hij slechts acht keer aan de aftrap verschijnen. 
In zijn tweede seizoen kwam hij nog minder in de basiself voor. Hij stond zeven keer in de basis en was verder 21 keer wisselspeler. In totaal speelde Sørloth 43 wedstrijden voor FC Groningen, waarin hij goed was voor zes goals en vier assists. 

### FC Midtjylland
Op 1 juni 2017 kondigde FC Midtjylland aan Sørloth voor vier jaar gecontracteerd te hebben. Op 16 juli maakte hij tegen Brøndby IF zijn debuut voor de club. Hij scoorde op 20 augustus tegen Odense BK zijn eerste twee goals voor Midtjylland. Op 17 september scoorde hij zijn eerste hattrick in dienst van de club, in een 5–1 thuisoverwinning op Hobro IK. Hij was in zijn eerste halfjaar goed voor vijftien goals en negen assists in 26 wedstrijden.

### Crystal Palace
In januari 2018 verruilde Sørloth Midtjylland voor de Premier League. Hij tekende een contract voor vier en een half seizoen bij Crystal Palace, dat ongeveer negen miljoen pond voor hem betaalde. Hij maakte op 10 februari tegen Everton zijn debuut voor Crystal Palace. Hij speelde vier wedstrijden achter elkaar negentig minuten, maar kwam daarna niet meer aan spelen toe. In de eerste seizoenshelft van het seizoen 2018/19 was hij slechts invaller, maar kwam hij opnieuw niet tot een goal of assist.

### KAA Gent
Een jaar na zijn transfer werd hij door Crystal Palace verhuurd. Op 8 januari 2019 werd bekendgemaakt dat hij de rest van het seizoen op huurbasis zou uitkomen voor KAA Gent. Bij Gent werd Sørloth herenigd met coach Jess Thorup, onder wie hij speelde bij Midtjylland. Op 20 januari kwam hij er voor het eerst in actie in een thuiswedstrijd tegen RSC Anderlecht en maakte daarin meteen het enige en dus beslissende doelpunt. In totaal speelde hij 22 wedstrijden voor Gent, waarin hij goed was voor vijf goals en drie assists.

### Trabzonspor
In 2019/20 werd Sørloth voor één seizoen verhuurd aan het Turkse Trabzonspor, uitkomend in de Süper Lig. Op 18 augustus maakte hij bij zijn debuut tegen Kasımpaşa SK direct zijn eerste doelpunt voor de club. Dat was op 19 januari 2020 ook de tegenstander waartegen hij zijn eerste hattrick voor de club scoorde. Op 5 juli werd Sørloth Trabzonspor's de meest scorende buitenlandse speler in één seizoen, met 29 doelpunten. Hierbij passeerde de Noor de legendarische Georgische aanvaller Sjota Arveladze. In alle competities kwam hij dat seizoen tot 33 wedstrijden en elf assists in 49 wedstrijden.

### RB Leipzig
Op 22 september 2020 tekende Sørloth bij RB Leipzig voor €20 miljoen (plus mogelijke extra vergoedingen van twee miljoen gelijk te verdelen tussen Trabzonspor en Crystal Palace). Vier dagen later maakte hij tegen Bayer Leverkusen zijn debuut voor de club. Op 2 december maakte hij in de Champions League tegen Istanbul Başakşehir zijn eerste doelpunt voor de club. Op 9 januari 2021 maakte hij tegen Borussia Dortmund zijn eerste Bundesliga-doelpunt voor de club. Op 10 april scoorde hij tweemaal in een 4-1 overwinning op Werder Bremen. Hij verloor op 13 mei tegen Dortmund de finale van de DFB-Pokal. Hij kwam tot zes goals en drie assists voor Leipzig.

### Real Sociedad
Op 25 augustus 2021 werd Sørloth voor een jaar aan La Liga-club Real Sociedad verhuurd. Drie dagen later maakte hij tegen Levante zijn debuut voor de club. Op 24 oktober scoorde hij tegen Atlético Madrid zijn eerste doelpunt voor de club. Hij scoorde acht keer en gaf één assist in 44 wedstrijden. Daarna werd Sørloth definitief overgenomen door Sociedad. Tussen november 2022 en januari 2023 scoorde hij in vijf achtereenvolgende competitiewedstrijden. Hij verdubbelde zijn seizoensaantal van vorig seizoen door zestien goals te scoren in alle competities. In totaal speelde hij negentig wedstrijden voor Real Sociedad, waarin hij 24 goals scoorde.

### Villarreal
In de zomer van 2023 maakte Sørloth een binnenlandse transfer naar Villarreal, dat tien miljoen euro voor hem betaalde aan Real Sociedad. Hij maakte op 13 augustus zijn debuut voor de club tegen Real Betis. Op 27 augustus scoorde hij tegen FC Barcelona zijn eerste doelpunt voor Villarreal. Op 3 maart 2024 scoorde hij een hattrick in een 5-1 overwinning op Granada. In de een-na-laatste speelronde tegen Real Madrid scoorde hij viermaal in een 4-4 gelijkspel, waarmee hij zijn seizoenaantal opkrikte naar 26 doelpunten en zes assists.

### Atlético Madrid
Na een jaar bij Villarreal verkocht de club Sørloth voor 32 miljoen euro aan Atlético Madrid, waar hij een contract voor vier seizoenen tekende tot de zomer van 2028. Hij debuteerde tegen zijn oude club Villarreal op 19 augustus en scoorde direct zijn eerste doelpunt. Hij eindigde het seizoen in vorm: op 10 mei scoorde hij vier keer tegen zijn oude club Real Sociedad in een 4-0 overwinning, in de laatste speelronde scoorde hij nog een hattrick tegen Girona. Daarmee kwam hij op twintig competitiegoals dat seizoen, terwijl Sørloth ook veel wedstrijden als wisselspeler begon.

## Clubstatistieken
| Seizoen | Club            | Competitie       | Competitie | Competitie | Beker | Beker | Internationaal | Internationaal | Totaal | Totaal |
| Seizoen | Club            | Competitie       | Wed.       | Dlp.       | Wed.  | Dlp.  | Wed.           | Dlp.           | Wed.   | Dlp.   |
| ------- | --------------- | ---------------- | ---------- | ---------- | ----- | ----- | -------------- | -------------- | ------ | ------ |
| 2013    | Rosenborg BK    | Tippeligaen      | 0          | 0          | —     | —     | 1              | 1              | 1      | 1      |
| 2014    | Rosenborg BK    | Tippeligaen      | 6          | 0          | —     | —     | 3              | 0              | 9      | 0      |
| 2015    | → Bodø/Glimt    | Tippeligaen      | 26         | 13         | 1     | 1     | —              | —              | 27     | 14     |
| 2016    | FC Groningen    | Eredivisie       | 15         | 2          | 0     | 0     | —              | —              | 15     | 2      |
| 2016/17 | FC Groningen    | Eredivisie       | 25         | 3          | 1     | 1     | —              | —              | 26     | 4      |
| 2017/18 | FC Midtjylland  | Superligaen      | 19         | 10         | 1     | 1     | 6              | 4              | 26     | 15     |
| 2017/18 | Crystal Palace  | Premier League   | 4          | 0          | —     | —     | —              | —              | 4      | 0      |
| 2018/19 | Crystal Palace  | Premier League   | 12         | 0          | 3     | 1     | —              | —              | 15     | 1      |
| 2018/19 | → KAA Gent      | Eerste klasse A  | 19         | 4          | 3     | 1     | —              | —              | 22     | 5      |
| 2019/20 | → Trabzonspor   | Süper Lig        | 34         | 24         | 7     | 7     | 8              | 2              | 49     | 33     |
| 2020/21 | RB Leipzig      | Bundesliga       | 29         | 5          | 4     | 0     | 4              | 1              | 37     | 6      |
| 2021/22 | → Real Sociedad | Primera División | 33         | 4          | 4     | 2     | 7              | 2              | 44     | 8      |
| 2022/23 | RB Leipzig      | Bundesliga       | 1          | 0          | —     | —     | —              | —              | 1      | 0      |
| 2022/23 | → Real Sociedad | Primera División | 34         | 12         | 5     | 2     | 7              | 2              | 46     | 16     |
| 2023/24 | Villarreal      | Primera División | 34         | 23         | 1     | 0     | 6              | 3              | 41     | 26     |
| 2024/25 | Atlético Madrid | Primera División | 35         | 20         | 7     | 4     | 9              | 0              | 51     | 24     |
| Totaal  | Totaal          | Totaal           | 327        | 120        | 37    | 20    | 51             | 15             | 414    | 155    |

Bijgewerkt tot en met 16 juni 2025.

## Interlandcarrière
Sørloth kwam uit voor verschillende Noorse nationale jeugdelftallen. Hij debuteerde op 29 mei 2016 in het Noors voetbalelftal. Tijdens een met 0-3 verloren oefeninterland in en tegen Portugal kwam hij in de 86e minuut in het veld voor Joshua King. Drie dagen later maakte Sørloth zijn eerste interlanddoelpunt. Tijdens een met 3-2 gewonnen oefeninterland thuis tegen IJsland maakte hij in de 67'ste minuut 3-1.